# Drascalia praelonga
Drascalia praelonga là một loài bọ cánh cứng trong họ Cerambycidae.